# チェーザレ・ザヴァッティーニ
チェーザレ・ザヴァッティーニ（Cesare Zavattini、1902年9月20日 ルッザーラ - 1989年12月13日 ローマ）は、イタリアの脚本家である。「ネオレアリズモ」作品で知られる。

## 来歴・人物
1902年9月20日、北イタリアのエミリア＝ロマーニャ州レッジョ・エミリア県の中心地であるレッジョ・エミリアに近い町、ルッザーラに生まれる。同州パルマ県パルマのパルマ大学で法学を学ぶが、執筆活動に身を投じた。1930年、28歳のときミラノに移住し、書籍・雑誌を編集出版するアンジェロ・リッツォーリのもとで働いた。
1934年にリッツォーリが映画製作を開始したのちの1936年、ザヴァッティーニの名が、原案・脚本として初めて映画にクレジットされる。1939年、映画監督のヴィットリオ・デ・シーカに出逢い、パートナーシップを開始する。20数本にもおよぶデ・シーカとの作品には、以下のような「ネオレアリズモ」の代表作がある。
- 靴みがき Sciuscià　1946年
- 自転車泥棒 Ladri di biciclette　1948年
- ミラノの奇蹟 Miracolo a Milano　1951年
- ウンベルトD Umberto D.　1952年
- 終着駅 Terminal Station 1953年

1989年12月13日、ローマで死去。87歳没。

## 脚本を提供した監督
80作を超えるザヴァッティーニ作品が提供されたイタリア内外の有名な映画監督には、以下の人々がいる（アルファベット順）。
- ヴィットリオ・デ・シーカ
- ミケランジェロ・アントニオーニ
- アレッサンドロ・ブラゼッティ（Alessandro Blasetti）
- マウロ・ボロニーニ（Mauro Bolognini）
- マリオ・カメリーニ（Mario Camerini）
- ルネ・クレマン
- フェデリコ・フェリーニ
- ピエトロ・ジェルミ
- アルベルト・ラットゥアーダ
- マリオ・モニチェリ
- エリオ・ペトリ（Elio Petri）
- ディーノ・リージ
- ロベルト・ロッセリーニ
- マリオ・ソルダーティ（Mario Soldati）
- タヴィアーニ兄弟
- ルキノ・ヴィスコンティ

ガブリエル・ガルシア＝マルケスの短篇小説『La Santa』のある登場人物の名はザヴァッティーニからとられた。物語の中でのその人物は映画学の教師である。

### 訳書
- 『ひまわり』 一瀬宏訳、講談社、1974年。ヘラルド映画文庫、1980年
- 『ぼくのことをたくさん話そう』 石田聖子訳、光文社古典新訳文庫、2024年。小説作品

## 代表作
- ナポリの黄金 L'oro di Napoli　1954年　監督ヴィットリオ・デ・シーカ
- ふたりの女 La Ciociara　1960年　監督ヴィットリオ・デ・シーカ
- アルトナ I sequestrati di Altona　1962年　監督ヴィットリオ・デ・シーカ
- 禁じられた恋の島 L'isola di Arturo　1962年　監督ダミアーノ・ダミアーニ
- 昨日・今日・明日 Ieri, oggi e domani　1963年　監督ヴィットリオ・デ・シーカ
- ひまわり I girasoli　1970年　監督ヴィットリオ・デ・シーカ
- 悲しみの青春 Il giardino dei Finzi-Contini　1970年　監督ヴィットリオ・デ・シーカ　※ザヴァッティーニのクレジットはない
- Una breve vacanza　1973年　監督ヴィットリオ・デ・シーカ